# Sícoris
Rossend Marsol Clua, más conocido por su pseudónimo Sícoris (Artesa de Segre, 22 de octubre de 1922-Andorra la Vieja, 17 de enero de 2006) fue un abogado, periodista y escritor andorrano de origen español.

## Biografía
Estudió derecho en la Universidad Complutense de Madrid y fue corresponsal de prensa para diversos diarios en la década de 1940 hasta que se tuvo que exiliar a Andorra por su oposición al franquismo y su apoyo al catalanismo. Fue corresponsal de los diarios La Mañana (1959-1990), La Vanguardia (1965-1978), etc. Trabajó en Radio Andorra y en Ràdio Valira y publicó varios poemarios. Presentó la Noche Literaria Andorrana [Nit Literària Andorrana] desde su creación en 1978. Murió el 17 de enero de 2006. Estaba casado con Conxita Riart, tuvo tres hijas (Conxita, Brígida y Jordina) y dos nietas (Melània y Laura). 

## Obras

### Poemarios
- Cel i muntanya, Les Escaldes 1989
- Festa major, Les Escaldes 2001
- La terra dels Valires, Andorra la Vieja 2003